# Dumitru Roșca
Dumitru Roșca (Szelistye, 1895. január 29. – Kolozsvár, 1980. augusztus 25.) román filozófus, a Román Akadémia tagja.

## Művei
- Istoria filosofiei (A filozófia története), 1964
- Prelegeri de estetică (Esztétikai előadások), 1966
- Știința logicii (A logika tudománya), 1966
- Studii filosofice (Filozófiai tanulmányok, 1967
- Însemnări despre Hegel (Feljegyzések Hegelről), 1967
- Influența lui Hegel asupra lui Taine (Hegel hatása Taine-re), 1968
- Existența tragică: încercare de sinteză filosofică (Tragikus lét: filozófiai szintéziskísérlet), 1968; 1971-ben Bretter György fordításában magyarul is megjelent
- Prelegeri de filosofie a istoriei (Történelemfilozófiai előadások), 1969
- Studii și eseuri filosofice (Filozófiai esszék és tanulmányok), 1970
- Oameni și climate (Emberek és éghajlatok), 1971